# Distretto di Nazyan
Il distretto di Nazyan è un distretto dell'Afghanistan appartenente alla provincia del Nangarhar. Viene stimata una popolazione di 7 318 abitanti (stima 2016-17).